# Kunthipuzha
Kunthipuzha o Kunthirikkapuzha es un río y uno de los tributarios del río Thuthapuzha y fluye por el Silent Valley (Valle Silencioso). 
Thuthapuzha es uno de los tributarios principales del río Bharathapuzha, el segundo río más largo en el estado de Kerala, en el sur de la India

## Etimología
Kunthippuzha es la forma abreviada de "Kunthirikkappuzha" (en malabar: കുന്തിരിക്കപ്പുഴ). "Kunthirikkam" es la palabra Malayalam para Boswellia serrata, que es una especie de árbol de incienso se ve en esta región.

### Otros tributarios del río Thuthapuzha
- -     - Kunthipuzha
    - Kanjirappuzha
    - Ambankadavu
    - Thuppanadippuzha